# Enrico LXVII di Reuss-Gera
Enrico LXVII di Reuss-Gera (Schleiz, 20 ottobre 1789 – Gera, 11 luglio 1867) fu principe di Reuss-Gera dal 1854 fino alla sua morte.

## Biografia
Era il figlio secondogenito del principe Enrico XLII di Reuss-Schleiz (1752-1818) e di sua moglie, la principessa Carolina di Hohenlohe-Kirchberg (1761-1849), nonché fratello del suo predecessore Enrico LXII di Reuss-Gera, che era morto senza eredi.
Enrico LXVII sposò nel 1820 la principessa Adelaide di Reuss-Ebersdorf (1800-1880). Nel 1848, quando il fratello reggente riuscì ad unificare tutti i piccoli principati della regione di Reuss nell'unico principato di Reuss-Gera, egli divenne erede di tutti questi territori combinati. Malgrado la sua unione, di lui si sa che ebbe una relazione con Lola Montez.
Ottenuto il governo del principato alla morte del fratello nel 1854, spostò la residenza da Schleiz a Gera e ristrutturò il castello di Osterstein.
Il principe inaugurò una politica di grande vicinanza alla Prussia, venendo promosso generale di cavalleria dell'esercito prussiano.

## Discendenza
Enrico LXVII ebbe i seguenti figli dal proprio matrimonio:
- principe Enrico V (1821-1834)
- principessa Anna (1822-1902), sposò nel 1843 il principe Adolfo di Bentheim-Tecklenburg, figlio del 1º principe di Bentheim-Tecklenburg
- principessa Elisabetta (1824-1833)
- principe Enrico VIII (1827-1828)
- principe Enrico XI (1828-1830)
- principe Enrico XIV (1832-1913), principe sovrano di Reuss-Gera
- principe Enrico XVI (1835-1836)
- principessa Maria (1837-1840)

## Ascendenza
|                                                 |                                      |                                              | Genitori                                          |  |  | Nonni |  |  | Bisnonni                             |  |  | Trisnonni                          |  |
|                                                 |                                      |                                              |                                                   |  |  |       |  |  | Enrico XI, II conte di Reuss-Schleiz |  |  | Enrico I, I conte di Reuss-Schleiz |  |
|                                                 |                                      |                                              |                                                   |  |  |       |  |  | Enrico XI, II conte di Reuss-Schleiz |  |  | Enrico I, I conte di Reuss-Schleiz |  |
|                                                 |                                      | Ester di Hardegg                             |                                                   |  |  |       |  |  | Enrico XI, II conte di Reuss-Schleiz |  |  |                                    |  |
| Enrico XII, IV conte di Reuss-Schleiz           |                                      |                                              |                                                   |  |  |       |  |  | Enrico XI, II conte di Reuss-Schleiz |  |  |                                    |  |
|                                                 |                                      | Augusta Dorotea di Hohenlohe-Langenburg      | Enrico Federico, IV conte di Hohenlohe-Langenburg |  |  |       |  |  |                                      |  |  |                                    |  |
|                                                 |                                      | Augusta Dorotea di Hohenlohe-Langenburg      | Enrico Federico, IV conte di Hohenlohe-Langenburg |  |  |       |  |  |                                      |  |  |                                    |  |
|                                                 |                                      | Augusta Dorotea di Hohenlohe-Langenburg      | Giuliana Dorotea di Castell-Remlingen             |  |  |       |  |  |                                      |  |  |                                    |  |
| Enrico XLII, I principe di Reuss-Schleiz        |                                      | Augusta Dorotea di Hohenlohe-Langenburg      |                                                   |  |  |       |  |  |                                      |  |  |                                    |  |
|                                                 |                                      | Giorgio Augusto, I conte di Erbach-Schönberg | Giorgio Alberto II, conte di Erbach-Fürstenau     |  |  |       |  |  |                                      |  |  |                                    |  |
|                                                 |                                      | Giorgio Augusto, I conte di Erbach-Schönberg | Giorgio Alberto II, conte di Erbach-Fürstenau     |  |  |       |  |  |                                      |  |  |                                    |  |
|                                                 |                                      | Giorgio Augusto, I conte di Erbach-Schönberg | Anna Dorotea di Hohenlohe-Waldenburg              |  |  |       |  |  |                                      |  |  |                                    |  |
| Cristina di Erbach-Schönberg                    |                                      | Giorgio Augusto, I conte di Erbach-Schönberg |                                                   |  |  |       |  |  |                                      |  |  |                                    |  |
|                                                 |                                      | Ferdinanda Enrichetta di Stolberg-Gedern     | Luigi Cristiano, conte di Stolberg-Gedern         |  |  |       |  |  |                                      |  |  |                                    |  |
|                                                 |                                      | Ferdinanda Enrichetta di Stolberg-Gedern     | Luigi Cristiano, conte di Stolberg-Gedern         |  |  |       |  |  |                                      |  |  |                                    |  |
|                                                 |                                      | Ferdinanda Enrichetta di Stolberg-Gedern     | Cristina di Meclemburgo-Güstrow                   |  |  |       |  |  |                                      |  |  |                                    |  |
| Enrico LXVII, II principe di Reuss-Gera         |                                      | Ferdinanda Enrichetta di Stolberg-Gedern     |                                                   |  |  |       |  |  |                                      |  |  |                                    |  |
|                                                 | Carlo Augusto di Hohenlohe-Kirchberg | Federico Eberardo di Hohenlohe-Kirchberg     |                                                   |  |  |       |  |  |                                      |  |  |                                    |  |
|                                                 | Carlo Augusto di Hohenlohe-Kirchberg | Federico Eberardo di Hohenlohe-Kirchberg     |                                                   |  |  |       |  |  |                                      |  |  |                                    |  |
|                                                 | Carlo Augusto di Hohenlohe-Kirchberg | Federica Albertina di Erbach-Fürstenau       |                                                   |  |  |       |  |  |                                      |  |  |                                    |  |
| Cristiano Federico Carlo di Hohenlohe-Kirchberg | Carlo Augusto di Hohenlohe-Kirchberg |                                              |                                                   |  |  |       |  |  |                                      |  |  |                                    |  |
|                                                 |                                      | Carlotta Amalia di Wolfstein                 | Cristiano Alberto di Wolfstein                    |  |  |       |  |  |                                      |  |  |                                    |  |
|                                                 |                                      | Carlotta Amalia di Wolfstein                 | Cristiano Alberto di Wolfstein                    |  |  |       |  |  |                                      |  |  |                                    |  |
|                                                 |                                      | Carlotta Amalia di Wolfstein                 | Augusta Federica di Hohenlohe-Neuenstein          |  |  |       |  |  |                                      |  |  |                                    |  |
| Carolina di Hohenlohe-Kirchberg                 |                                      | Carlotta Amalia di Wolfstein                 |                                                   |  |  |       |  |  |                                      |  |  |                                    |  |
|                                                 |                                      | Luigi, I principe di Hohenlohe-Langenburg    | Alberto Volfango, V conte di Hohenlohe-Langenburg |  |  |       |  |  |                                      |  |  |                                    |  |
|                                                 |                                      | Luigi, I principe di Hohenlohe-Langenburg    | Alberto Volfango, V conte di Hohenlohe-Langenburg |  |  |       |  |  |                                      |  |  |                                    |  |
|                                                 |                                      | Luigi, I principe di Hohenlohe-Langenburg    | Sofia Amalia di Nassau-Saarbrücken                |  |  |       |  |  |                                      |  |  |                                    |  |
| Luisa Carlotta di Hohenlohe-Langenburg          |                                      | Luigi, I principe di Hohenlohe-Langenburg    |                                                   |  |  |       |  |  |                                      |  |  |                                    |  |
|                                                 |                                      | Eleonora di Nassau-Saarbrücken               | Luigi Crato, conte di Nassau-Saarbrücken          |  |  |       |  |  |                                      |  |  |                                    |  |
|                                                 |                                      | Eleonora di Nassau-Saarbrücken               | Luigi Crato, conte di Nassau-Saarbrücken          |  |  |       |  |  |                                      |  |  |                                    |  |
|                                                 |                                      | Eleonora di Nassau-Saarbrücken               | Filippina Enrichetta di Hohenlohe-Langenburg      |  |  |       |  |  |                                      |  |  |                                    |  |
|                                                 |                                      | Eleonora di Nassau-Saarbrücken               |                                                   |  |  |       |  |  |                                      |  |  |                                    |  |